# 蓬萊竹
蓬莱竹（学名：Bambusa multiplex），又名凤尾竹、鳳凰竹、观音竹、蓬莱竹，为禾本科蓬萊竹屬下的一个种。该植物原产于中国（广东、广西、海南、湖南、江西、四川、云南等省份)、尼泊尔、不丹、阿萨姆、斯里兰卡、台湾和北部印度支那。它还在日本、伊拉克、马达加斯加、毛里求斯、塞舌尔、印度次大陆、南美洲部分地区、西印度群岛和美国东南部（佛罗里达、佐治亚州、阿拉巴马州）归化。

## 扩展阅读
- . 中国植物物种. 昆明: 中科院昆明植物研究所.   [2013-01-18]. （原始内容存档于2016-03-05）.（简体中文）
- 維基物種上的相關：蓬莱竹
- 维基共享资源上的相關多媒體資源：蓬萊竹